# Salix daguanensis
Salix daguanensis là một loài thực vật có hoa trong họ Liễu. Loài này được P. I Mao & P.X. He miêu tả khoa học đầu tiên năm 1987.